# Hengchunia pakistanica
Hengchunia pakistanica är en insektsart som beskrevs av Asche och Webb 1994. Hengchunia pakistanica ingår i släktet Hengchunia och familjen dvärgstritar. Inga underarter finns listade i Catalogue of Life.